# Michel Sainte-Marie
Pour les articles homonymes, voir Sainte-Marie.
Michel Sainte-Marie, né le 18 août 1938 à Bayonne (Pyrénées-Atlantiques) et mort le 27 février 2019 à Bordeaux, est un homme politique français.

## Biographie

### Origines et débuts politiques
Du côté paternel, le berceau familial est à Lantabat au Pays basque, où est né son père en 1906, et du côté maternel, il se trouve au sud des Landes à Labatut en Chalosse, bien que sa mère soit née en 1908 à Bayonne. 
En 1957, à 18 ans, Michel Sainte-Marie s'engage à la SFIO, l'ancêtre du Parti socialiste, auquel il restera fidèle toute sa vie. Il est membre fondateur de la Fédération Léo-Lagrange au côté de Pierre Mauroy. 
Il exerce la profession de professeur de mathématiques et physique-chimie en lycée. 
À la suite du Congrès d'Epinay de 1971, il devient premier secrétaire de la fédération socialiste de la Gironde. À la tête de la 5e « fédé », « il est l'homme de la synthèse des différentes sensibilités qui ne se ménagent pas entre elles en Gironde ». Par amicale fidélité au nordiste Pierre Mauroy, il quittera brusquement ce poste avant le Congrès de Metz de 1979. Ce choix, dont est absent toute logique partisane et arithmétique, lui vaudra très probablement de ne pas avoir été appelé à un portefeuille ministériel, après l'élection présidentielle de François Mitterrand, en 1981. 

### Carrière politique
En 1971, il est élu conseiller municipal et devient l'adjoint au maire de Mérignac, Robert Brettes. Au décès de ce dernier, il devient maire de Mérignac, poste qu'il occupe durant quarante ans, de 1974 à 2014. Pendant cette période, les municipalités qu'il dirige soutiennent le développement de la ville de Mérignac sur le plan économique, notamment autour de l'aérospatiale et de la défense (usines Dassault, campus Thalès...), social (Maison des Solidarités en 2011) et culturel (salles de spectacle Le Pin Galant, Le Krakatoa, médiathèque...). 
Il est député pendant près de 35 ans, de 1973 à 2012, de la 6e circonscription de la Gironde, avec simplement une interruption de 1993 à 1997, battu de seulement 30 voix par Pierre Favre, de l'UDF. Membre du groupe socialiste de l'Assemblée nationale, il siège pour son parti à la commission de la Défense nationale et des Forces armées.

### Sainte-Marie et la CUB
Entré à la Communauté urbaine de Bordeaux (CUB) sous la présidence de « Chaban » (le maire de Bordeaux Jacques Chaban-Delmas), il est élu président à son tour de 1977 à 1983 au terme d'une crise de l'institution. En effet, au lendemain des élections municipales de 1977, Chaban-Delmas est devenu minoritaire et refuse de laisser son siège de président de la CUB, qu'il occupe depuis 1968. S'ensuit une crise politique de plusieurs semaines. Michel Sainte-Marie impose alors la voix de la négociation avec les chabanistes au sein du bureau fédéral du PS de la Gironde, ce qui lui vaudra un certain nombre d'inimitiés durables parmi les socialistes girondins, et plus particulièrement les bordelais dont Chaban est l'adversaire résolu.
Avec l'approbation de François Mitterrand, premier secrétaire du Parti socialiste, il obtient finalement un accord avec Chaban. Ainsi est née la cogestion communautaire, ou plutôt s'est davantage codifié et renforcé ce que Michel Sainte-Marie appelle « l'esprit communautaire » et qui, sous le nom très officieux de « système Chaban », s'était progressivement mis en place autour de la personnalité de Jacques Chaban-Delmas, mais aussi, sous l’œil bienveillant de l'inamovible préfet Gabriel Delaunay, des « barons » socialistes locaux tels que Robert Brettes (maire de Mérignac), Henri Deschamps (maire de Talence) ou René Bonnac (maire de Cenon). Chaban accepte alors le siège de premier vice-président de la CUB, concédant à Michel Sainte-Marie celui de président. Les deux hommes se verront ainsi avant chaque Conseil communautaire pour régler les points de désaccord.
Portée et incarnée par le président Sainte-Marie et son désormais premier adjoint, cette culture de la cogestion est censée permettre la conduite des projets communautaires dans un intérêt général et partagé, mais n'a pas que des adeptes. Ce système de pacte politique et de cogestion droite-gauche (mais aussi rive droite/rive gauche et département/communauté urbaine) se poursuit de nos jours au sein de l'actuelle Bordeaux-Métropole présidée jusqu'en 2019 par Alain Juppé, puis par le socialiste Alain Anziani et sa successeure Christine Bost, suscitant les critiques des diverses oppositions qui dénoncent tour à tour l'aspect technocratique, antidémocratique, opaque, éloigné de l'intérêt général, notamment en raison de la captation de pouvoir de l'assemblée métropolitaine par le « club des maires » (la petite dizaine de maires les plus importants de la Métropole), critiques face auxquelles Michel Sainte-Marie avait dû imposer l'accord de cogestion communautaire à la Fédération socialiste et qui resurgissent régulièrement... et régulièrement associées à son nom et à celui de Chaban, ses deux initiateurs..

### Vie privée et fin de vie
Michel sainte-Marie joue un rôle politique national au côté de Pierre Mauroy, avec qui il cultivera une amitié fidèle toute sa vie.  
Fin lettré et mélomane, il joue du violon durant 15 ans.  
Il est également président du groupe d'amitié France-Oman.
Il décède le 27 février 2019, des suites d'un cancer, quatre ans après son retrait de la vie politique. Il est inhumé au cimetière Saint-Léon de Bayonne, dans le caveau familial où reposent ses parents.

## Mandats
- 14 mars 1971 - 13 mars 1977 : membre du conseil municipal de Mérignac (Gironde)
- 14 mars 1971 - 20 octobre 1974 : adjoint au maire de Mérignac (Gironde)
- 2 avril 1973 - 1er avril 1978 : député
- 21 octobre 1974 - 13 mars 1977 : maire de Mérignac (Gironde)
- 13 mars 1977 - 13 mars 1983 : maire de Mérignac (Gironde)
- 19 mars 1978 - 22 mai 1981 : député
- 15 juin 1981 - 1er avril 1986 : député
- 14 mars 1983 - 12 mars 1989 : maire de Mérignac (Gironde)
- 16 mars 1986 - 14 mai 1988 : député
- 5 juin 1988 - 1er avril 1993 : député
- 19 mars 1989 - 18 juin 1995 : maire de Mérignac (Gironde)
- 12 juin 1995 - 18 mars 2001 : maire de Mérignac (Gironde)
- 1er juin 1997 - 18 juin 2002 : député
- 19 juin 2002 - 17 juin 2007 : député
- 23 mars 2001 - 15 mars 2008 : maire de Mérignac (Gironde)
- 17 juin 2007 - 19 juin 2012 : député
- 16 mars 2008 - 5 avril 2014 : maire de Mérignac (Gironde)

## Décorations
- Chevalier de la Légion d'honneur (1996)[9],[10]
- Officier de la Légion d'honneur (2014)[11],[12].